# Joachim Helas
Joachim Helas (* 14. Juli 1950 in Doberschau) ist ein ehemaliger deutscher Fußballspieler, der in Löbau und Cottbus im Zweitligafußball aktiv war.

## Sportliche Laufbahn
Mit acht Jahren begann Joachim Helas 1958 bei der Betriebssportgemeinschaft (BSG) Chemie in seinem Geburtsort Doberschau organisiert Fußball zu spielen. Zu Beginn der Saison 1964/65 wechselte er nach Bautzen zur Armeesportgemeinschaft Vorwärts Bautzen, wo er zuletzt als Juniorenspieler aktiv war. Vom Juli 1968 bis Ende 1969 spielte Helas mit der Männermannschaft der BSG Motor Bautzen in der drittklassigen Bezirksliga Dresden. Anschließend ging er als Wehrpflichtiger zur ASG Vorwärts Löbau, wo er ebenfalls in der Bezirksliga Dresden spielte. 1971 wurde die Armeemannschaft mit Helas Bezirksmeister und stieg in die zweitklassige DDR-Liga auf. In der Saison 1971/72 wurde er bis zum Oktober 1971 in fünf der bis dahin neun ausgetragenen DDR-Liga-Spielen eingesetzt.
Nach seiner Entlassung aus dem Wehrdienst schloss sich Helas dem DDR-Ligisten Energie Cottbus an, der ihn am 14. November 1971 in der Begegnung des elften Spieltages BSG Energie – BSG Motor Babelsberg (4:1) zum ersten Mal einsetzte. Bis zum Saisonende bestritt Helas insgesamt zehn Ligaspiele. Die Spielzeit 1972/73 beendete Energie Cottbus in seiner Ligastaffel als Tabellenzweiter. Da der Staffelsieger BFC II nicht aufstiegsberechtigt war, konnte Energie an den Aufstiegsspielen zur DDR-Oberliga teilnehmen und erreichte den Aufstieg. Helas war in den Ligaspielen nur fünfmal eingesetzt worden und kam in den acht Aufstiegsspielen nicht zum Zuge. Für die Oberligasaison 1973/74 wurde Helas zwar im Spieleraufgebot benannt, kam in den Punktspielen aber nicht zum Einsatz. Die BSG konnte sich in der Oberliga nicht behaupten und stieg nach einer Spielzeit wieder ab. Wieder in der DDR-Liga wurde Helas 1974/75 in den 22 Ligaspielen in elf Begegnungen aufgeboten. Dabei schoss er das einzige Tor seiner Karriere im höheren Ligenbereich.
Nach der Saison beendete Joachim Helas seine Laufbahn als Leistungsfußballer. Er hatte lediglich in drei Spielzeiten in der zweitklassigen DDR-Liga gespielt und war dabei auf 31 Einsätze gekommen, wobei ihm nur ein Torerfolg gelang. Er spielte danach noch für viele Jahre in der Altherrenmannschaft von Energie Cottbus. Außerdem war er im Nachwuchsbereich der Betriebssportgemeinschaft als Übungsleiter tätig.